# トリズナ (儀式)

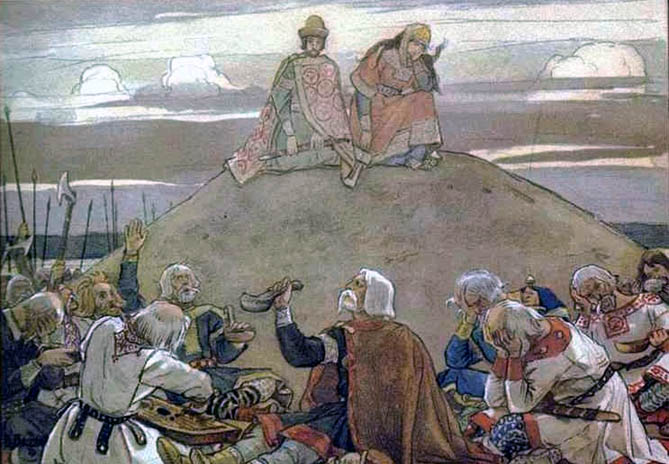
V.ヴァスネツォフによる、キエフ公オレグに対するトリズナ（1899年）

トリズナ（ロシア語: Тризна - トリズナ、ウクライナ語: Тризна - トルィズナ、ベラルーシ語: Трызна - トルィズナ、? - 10世紀）はかつてスラヴ民族が行っていた、死者を弔う儀式である。
（留意事項）便宜上、本頁ではロシア語からのカタカナ表記を用いる。

## 語源
トリズナの語源は明らかではない。帝政ロシア期のI.スレズネフスキー(ru)は、格闘、競技、偉業の賞賛、供養などを意味するものと述べている。同じく帝政ロシア期のF.フォルツナトフ(ru)ら は、戦争、論争、不安、苦痛などを意味する古アイスランド語のstriðとの近似性を指摘した。一方、ソ連期のO.トルバチョフ(ru)は、「trizь」を三歳の動物の意味とみなし（три: - triは「３」の意味）、トリズナは元来は動物の生贄を意味するものだったと推測した。

## 形式
トリズナはキリスト教導入以前のスラヴ民族の儀式であり、トリズナの目的は、生者を邪悪な力から守るためのものであった。儀式の詳細には不明な部分もあるが、故人の沐浴の儀式、故人に最上級の衣服や装飾品をまとわせる儀式、クラダと呼ばれる木組の上での火葬が行われた（土葬の場合もあった）。また、火葬・埋葬の後は、埋葬地の周囲で、故人への敬意を表すための歌、踊り、饗宴、武闘競技などが行われた。
文献上の記録としては、『原初年代記』の945年の項に、夫イーゴリの死後に妻オリガが、夫の墳墓（クルガン）の建設とトリズナの開催を命じたことが記されている。一方、キリスト教を受容していたオリガは、969年の自身の死の際にはトリズナを行わず、平地への埋葬を要求しており、これが『原初年代記』中の最後の言及となっている。V.トポロフは、史料上にはトリズナの本質の説明が認められないことと、一方でトリズナとは記述されていない儀式がトリズナの一部だった可能性を示唆した。
キリスト教の浸透に伴い、トリズナは行われなくなっていくが、
飲食や浮かれ騒ぐことを内容に含む、死者を追悼する東スラヴの祭り・セミーク(ru)には、トリズナの名残が表れているとする指摘がある。また、現ロシアでは故人の墓地のそばで食事や飲酒をする風習も残されている。